# 北京当代MOMA
北京当代MOMA（英語：Linked Hybrid，直译为连接复合体），是位于中国北京市东城区，由当代置业开发建设的一个建筑综合体，建筑设计由斯蒂文·霍尔主持。其内部功能以集合住宅为主，并集成了酒店、电影院、幼儿园、画廊、商店、健身馆、咖啡馆等多种功能，总面积22.1万平方米。综合体包含9座高低不同的塔楼，这些塔楼在14-19层通过一个高低起伏的环形连廊连接在一起。除了空中连廊以外，建筑群采用了大量新技术，以实现节能及环境友好设计，是一个较大规模的绿色住宅项目。

## 位置

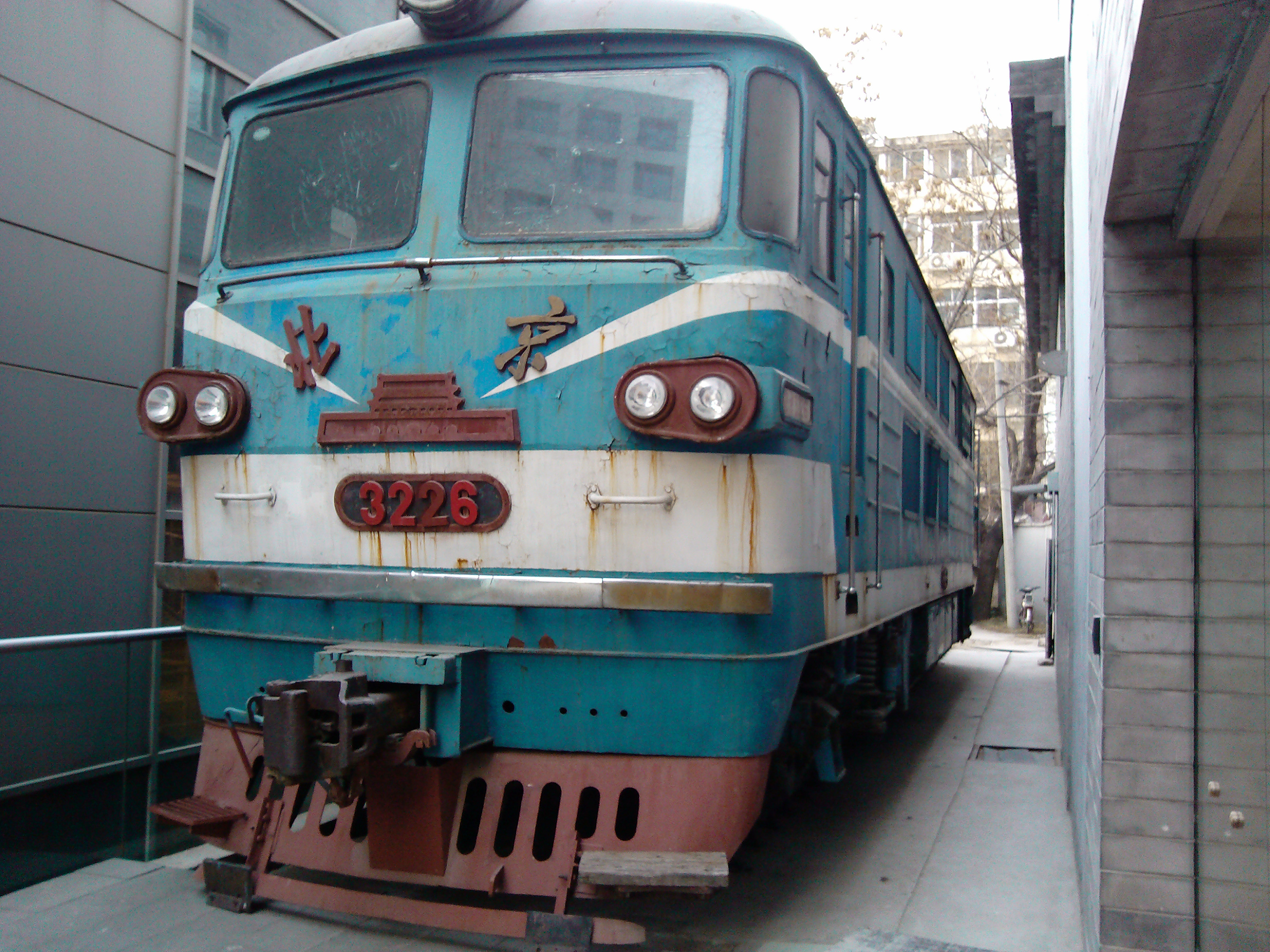
在东北角保留的办公建筑附近，保留了一段原造纸一厂的铁路专用线，并保留了一台北京型柴油机车

北京当代MOMA位于北京二环路（原北京内城）东北角外，南侧紧邻机场高速。用地原为北京市造纸一厂厂区，大部分旧建筑被拆除，但是东北角保留了一栋建筑作为办公建筑。在高速公路南侧为同样属于当代置业的万国城MOMA，因此本建筑群也称为当代万国城北区。

## 空间布局
主体建筑集中在用地的南部，北部以绿地为主。建筑群总体的灵感来自法国画家亨利·马蒂斯的绘画《舞蹈》。塔楼呈环状布置，并由高架连廊连接在一起，如同几个人手拉手连成一个环一样。建筑群中间设置一个水池，一个小酒店和电影院设置在水池中央，形成视觉焦点。环状布置的多个塔楼之间形成对外开放的通道，可供市民穿越，以实现“开放的城中城”的概念。
14至19层的连廊是北京当代MOMA的一个亮点。建筑师在连廊中设置了部分公共功能，包括游泳池、健身房、咖啡馆、画廊等设置在了高处的连廊中，建筑师希望由此为市民提供不寻常的城市体验。

## 节能和环境设计
北京当代MOMA采用了大量节能和环境友好技术。其体形系数被有意缩小。围护结构参照了欧洲标准，基本满足北京市在2012年（竣工3年后）开始实施的节能75%的居住建筑标准。综合体使用地源热泵系统作为主要的冷热源，为此建造了655根深度超过100米的井，该系统负担全部制热、制冷量的70%。楼内使用了一种称为“置换通风”的技术，使得新风以略低于目标温度的温度从地板下进入房间，温度较高的废气被向上吸收，以保证室内空气质量。楼宇内设置了中水回收及供水系统，中水被用于住宅冲厕用水及绿化、洗车用水。除地面绿化外，北京当代MOMA在屋顶和墙面上也设置绿化，并利用中水浇灌。

## 奖项
北京当代MOMA获得以下奖项或称号：
- 《时代》周刊2007年十大建筑奇迹[7]
- 美国建筑师协会纽约分会2008年可持续设计奖[8]
- 世界高层建筑与都市人居学会（CTBUH）2009年“亚洲和大洋洲最佳高层建筑”“全球最佳高层建筑”[9]
- 2009年中国土木工程詹天佑奖优秀住宅小区金奖[10]

## 業主
- 吳亦凡
- 陳坤
- 周迅
- 李宇春
- George Yu Song Wah